# Applicazione dei nanomateriali nel settore automobilistico
L'applicazione dei nanomateriali nel settore automobilistico è finalizzata all’aumento delle prestazioni, alla diminuzione delle masse e dei costi, alla sicurezza e all’efficienza energetica. Per perseguire con successo questi obiettivi sono quindi richiesti materiali con caratteristiche quali resistenza, capacità di termo-resistenza, resistenza all'usura, duttilità, resistenza alla frattura e alla rottura a fatica che siano le migliori possibili mentre altri parametri quali la densità e i costi devono essere ridotti al minimo. L’utilizzo di materiali nanocompositi si è affermato intorno agli anni ’90 e 2000 ed è in continuo incremento, dal momento che le loro proprietà fisiche e meccaniche li rendono superiori ai materiali “tradizionali”.
I loro impieghi sono i più disparati; trovano infatti utilizzo in:
- Elementi strutturali
- Componentistica interna
- Superfici trasparenti
- Rivestimenti
- Tessuti (possibilità di renderli antibatterici ed anti-odore)
- Pneumatici
- Celle a combustibile
- Adesivi, per sostituire le saldature con questi ultimi, consentendo un notevole risparmio in termine di peso.

## Vantaggi rispetto ai materiali tradizionali[1]
Dal punto di vista tecnologico l'uso dei nanocompositi, in particolare per applicazioni strutturali, determina che:
- la produzione sia molto più veloce rispetto a quella dei materiali metallici in quanto può essere automatizzata in maniera molto più efficiente;
- non sono necessari trattamenti termici, in quanto applicando un filmsuperficiale su di essi si può prevenire usura e corrosione degli strati superficiali;

- si risparmi nel costo di assemblaggio, in quanto si può limitare l'uso di organi di collegamento attraverso la fusione delle matrici;
- si ottenga un risparmio di energia rispetto ai materiali metallici e ceramici.

Dal punto di vista ambientale, invece, ulteriori vantaggi dati dall'uso dei compositi sono:
- automobili molto più leggere, con conseguente minor consumo di carburante;
- un aumento del riciclaggio dei componenti delle auto. Le matrici termoplastiche e le fibre naturali hanno bassi impatti ambientali e quindi possono essere riciclate, riutilizzate o stoccate inquinando meno.

## Tipi di nanocompositi utilizzati

### Matrice ceramica[3]
I materiali ceramici avanzati mostrano particolari proprietà che li rendono estremamente utili in applicazioni soggette ad elevate temperature, quali l’elevata durezza, la resistenza in compressione, la refrattarietà, l’inerzia chimica e la bassa densità. 
Il più importante utilizzo dei compositi a matrice ceramica nell’industria automobilistica riguarda senza dubbio i freni a disco. In funzione delle prestazioni che si vogliono ottenere in un impianto frenante di alta gamma, il Carbon-Carbon ed i ceramici C/C-SiC sono in grado di garantire parametri estremamente vantaggiosi e soddisfacenti come: 
1. bassa densità e quindi la possibilità di avere componenti molto leggeri e migliorare la tenuta di strada del veicolo;
2. coefficiente di espansione termica basso, alto calore specifico e alta conducibilità termica che determina la possibilità di lavorare a temperature molto elevate e di smaltire velocemente grandi quantità di calore;
3. alto coefficiente d’attrito alle alte temperature, ovvero una frenata efficace anche dopo un utilizzo intensivo o ad alte velocità.

Il mercato attuale vede come materiale utilizzato per freni a disco a elevate prestazioni il composito ceramico C/C-SiC, studiato dapprima da Porsche AG, e successivamente da varie altre aziende specializzate come Brembo, che ne produce attualmente circa 15000 pezzi/anno.

### Matrice metallica[4][5]
Molteplici sono i metalli usati come matrici nei MMC (compositi a matrice metallica) nell’industria automobilistica.
I MMC vengono utilizzati in diversi ambiti industriali grazie alla loro bassa densità, alta resistenza allacorrosione e all’usura, buona formabilità, elevata durezza, alta resistenza agli sbalzi termici, ecc. Nell'industria automobilistica i materiali compositi con matrice metallica sono utilizzati in varie componenti ad esempio pistoni, cilindri efreni. Tra i metalli, i più importanti e utilizzati sono il magnesio, il titanio e l’alluminio.
Il magnesio è un metallo avente una bassissima densità (1,8 g/ cm³ contro i 7,8 g/ cm³ dell’acciaio), una buona resistenza specifica, unabuona capacità di assorbire gli urti e buonacolabilità(anche ad alta pressione) e saldabilità in atmosfera controllata. È inoltre di facile reperibilità. Dal punto di vista strutturale presenta un basso modulo di elasticità (circa 42 GPa) e limitazioni per quello che riguarda il carico di rottura e la resistenza allo scorrimento plastico ad alte temperature.
L’eccellente lavorabilità del magnesio comporta molti vantaggi come le basse potenze richieste, elevate velocità di lavorazione, lunga durata degli utensili, facilità di rottura del truciolo oltre a garantire ottime caratteristiche della superficie finale
Il titanio è il materiale metallico candidato ad un massiccio uso in ambito automobilistico in virtù delle sue elevate proprietà meccaniche e della sua bassa densità (4,51 g/ cm³);non presenta proprietà magnetiche e in più possiedeun’eccellente resistenza alla corrosione
L'alluminio è caratterizzato invece da bassa densità (2,7 g/cm³), alta conducibilità termica (204 W/mK), buona colabilità e basso costo rispetto al magnesio e titanio.
Per contro ha un basso modulo di elasticità (70 GPa) e una bassa resistenza meccanica (60 MPa), motivo per cui è necessaria l’aggiunta di una seconda fase per migliorarne tali proprietà. Presenta inoltre una bassa temperatura di fusione (660 °C).
L'utilizzo dei compositi a matrice metallica nell’industria automobilistica è dettata dalla necessità di diminuire le emissioni di CO2 e ridurre il peso dell’auto (con il conseguente diminuzione del consumo di carburante, aumentando le prestazioni); pertanto alluminio e magnesio sono molto considerati e utilizzati visto la loro bassa densità.
I nanocompositi di alluminio vengono utilizzati per produrre coperture di cinghie o catene dentate, gusci di alternatori, coperture di valvole e collettori, interi blocchi motore, longheroni e pannelli di carrozzeria, di pannelli di protezione interna, parti di sedili, componenti ausiliari del motore e delle sospensioni, componenti dei freni (dischi di freni in Al rinforzato con SiC sono utilizzati in veicoli come la Lotus Elise, Chrysler Prowler, General Motors EVI, Volkswagen Lupo 3L, e la Toyota RAVA-EV), supporti meccanici oltre a impianti di condizionamento e raffreddamento motore.
I nanocompositi su matrice di magnesio trovano invece impiego nella realizzazionedi componenti quali cruscotti, coperchi valvole, alloggiamenti di trasmissione e componenti del volante e del piantone dello sterzo, cerchi in lega, schienali dei sedili, oltre che alla realizzazione di blocchi motori (per esempio, in lega di Mg-Al-Sr).

### Matrice polimerica
Le matrici termoplastiche più utilizzate nel settore automobilistico sono in ABS, in PP oppure acriliche.
L'ABS (acrilonitrile-butadiene-stirene), dimensionalmente stabile e rigido, presenta una buona resistenza all'impatto, all'abrasione e agli agenti chimici.Presenta buona resistenza e tenacità anche alle basse temperature. È utilizzato principalmente nella componentistica interna;
Le matrici acriliche (PMMA), possiedono resistenza moderata, buoneproprietà ottiche e di resistenza alle condizioni atmosferiche. Sono trasparenti, ma possono essere rese opache appunto con l'introduzione di fibre. Sonoutilizzate principalmente nei parabrezza o nei vetri oscurati;
Il polipropilene (PP), ha buone proprietà meccaniche, elettriche e chimiche.Utilizzato per componenti interni;
Il policarbonato (PC), ha sempre suscitato attrattiva come sostituto del vetro, principalmente in virtù della sua trasparenza, flessibilità e leggerezza. Per contro, presenta una scarsa resistenza all’abrasione e alla radiazione UV, ma questi problemi possono essere risolti rinforzando il PC con particelle di silice. Si stima che entro il 2020, il 20% delle superfici vetrate nei veicoli saranno sostituite da questi nanopolimeri.
I nanocompositi a matrice polimerica vengono anche utilizzati per le celle a combustibile che, per generare una potenza maggiore, sono spesso collegate insieme a formare un'unica pila; l’elemento fondamentale per questa unione è il cosiddetto piatto bipolare. Per le pile a combustibile attuali, il materiale più comunemente usato per realizzare piatti bipolari è la grafite per la sua resistenza alla corrosione, la bassa densità apparente e l’alta conduttività elettrica.Il problema sorge con la difficoltà di lavorazione di canali di flusso nel piatto, che rende il piatto bipolare la componente con il più alto costo nelle pile a combustibile (circa il 38% del costo complessivo), e questo motiva la necessità di trovare un altro materiale per sostituire la grafite che sia in grado di ridurre tempo e costi di produzione. La lavorazione di PMC risulta più semplice ed economica rispetto alla lavorazione della grafite. Un piatto bipolare in nanocomposito (rinforzato con nanotubi in carbonio multi-parete) ha inoltre una minore resistenza ohmica rispetto a piatti bipolari in grafite. Questo consente un miglioramento delle prestazioni della pila a combustibile.

## Rivestimenti[9][10][11]
Importante anche l’applicazione nel campo che riguarda l’estetica del veicolo: passano infatti sotto il nome di “nanocoating” tutti quei nanocompositi che vengono utilizzati per creare film sottili per proteggere le superfici esterne ma non solo del veicolo. Alcune compagnie hanno sviluppato prodotti anti-graffio che possono essere inclusi direttamente nella vernice oppure applicati after-market. In generale questi fanno uso di nanoparticelle che formano legami chimici con la superficie dell’auto, creando un rivestimento duraturo.
Molto spesso si tratta di nanocompositi a matrice polimerica (PC, per esempio), rinforzati con nanoparticelle ceramiche (come il quarzo), che combinano una facile stendibilità ed una protezione efficace. L’applicazione di questi prodotti comporta
- Una forte idrofobicità
- Resistenza alla radiazione UV
- Resistenza alle alte temperature
- Protezione da corrosione ed ossidazione
- Resistenzaadattacchichimici
- Durevolezza del rivestimento (più di 6 mesi)
- Vernici più luminose e corpose
- Resistenza all’abrasione
- Buona resistenza ai lavaggi: i rivestimenti possonò essere rimossi solo tramite lucidatura
- Assenza di pericolosità per l’uomo
- La necessità di una pulizia perfetta delle superfici da trattare, che può risultare complicata, specie se all'aperto

Esistono poi nanorivestimenti in grado di variare la loro conducibilità termica a seconda dell'intensità della radiazione incidente. Questo contribuisce a mantenere l’abitacolo più fresco, riducendo il tempo necessario per raffreddarlo e ridurre il consumo di carburante di conseguenza.
Prodotti per l'interno dell’auto consentono di conferire idrorepellenza ai tessuti, valorizzare i pellami oppure di prevenire la formazione di vapore e di condense.
Sempre nella classe dei prodotti per la pulizia, esistono dei nano-rivestimenti per superfici vetrate che ne riducono la bagnabilità, generando solo un minimo contatto con eventuali corpi esterni, siano essi acqua (o ghiaccio), insetti o sporco e che nel contempo rendono il vetro più resistente ad eventuali impatti. Il progredire della tecnologia di questi prodotti potrebbe rendere obsoleto l’utilizzo dei tergicristalli, in quanto sarebbe sufficiente la sola azione dell’aria intorno all’auto durante la marcia per ripulirne le superfici. Questo tipo di rivestimenti sfrutta due tipologie di nanoparticelle: da un lato atomi che si legano chimicamente con il vetro, dall’altra atomi idrofobici.
Un'altra importante categoria di rivestimenti sono quelli anti-corrosivi, fondamentali per allungare la vita dell'automobile. I prodotti di questa categoria sfruttavano le proprietà anticorrosive del cromo esavalente, ma, a causa della sua tossicità, si sono recentemente sviluppati rivestimenti su tre strati, rispettivamente zinco, cromo trivalente e nanoparticelle di SiO2.

## Scenari futuri
Lo sviluppo futuro riguardante i metalli leggeri, a base di alluminio, magnesio, titanio ed alluminuro di titanio, con caratteristiche fisiche e meccaniche superiori, è fortemente incoraggiato dall’industria automotive ed è importante per consentire un risparmio energetico ed un minor impatto ambientale. Le leghe e le tecnologie di lavorazione odierne non sono ideali, la fusione degli elementi di una lega, formatura e processi di trattamento termico sono imperfetti, ma esistono varie possibilità di creare processi ambientalmente sostenibilie più efficaci per dare un valore aggiunto ai metalli leggeri, già di per sé ottimi candidati per le applicazioni strutturali nei veicoli. Per quello che riguarda invece i rivestimenti, si stanno sviluppando film e vernici a base di nanocompositiche permettano di un rivestimento che funga da cella solare, tramite l'utilizzo di appositi rinforzi: la corrente così generata potrebbe servire a ricaricare la batteria quando il veicolo è parcheggiato o a mantenere fresco l’abitacolo con l'aiuto di una pompa di calore.